# Casal de Ermio
Casal de Ermio é uma povoação portuguesa do município da Lousã que foi sede da extinta freguesia de Casal de Ermio que tinha 4,19 km² de área e 376 habitantes (2011), e, por isso, uma densidade populacional de 89,7 hab/km².
A freguesia de Casal de Ermio foi extinta pela reorganização administrativa de 2012/2013, tendo sido agregada à freguesia de Foz de Arouce para criar a nova Freguesia de Foz de Arouce e Casal de Ermio.
O aeródromo da Lousã fica localizado na freguesia de Casal de Ermio.

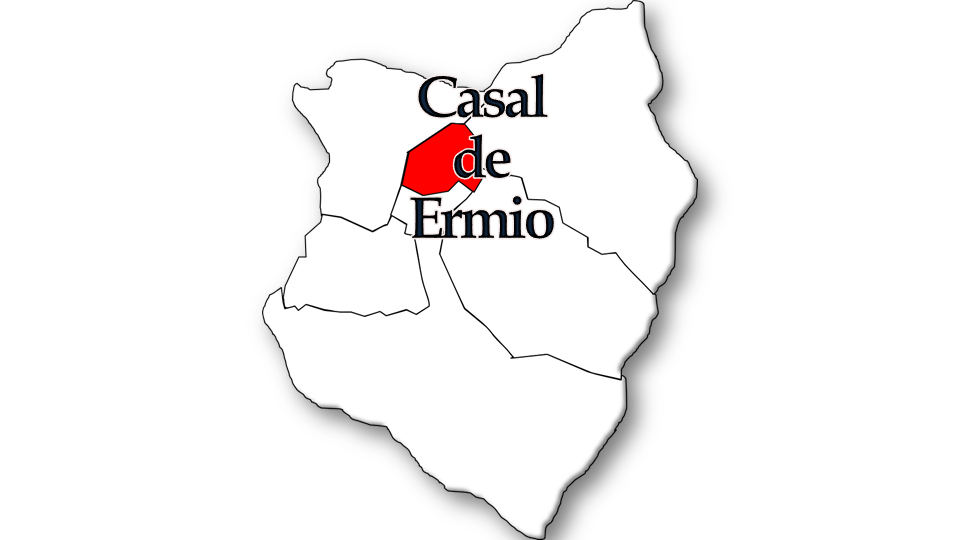
Localização no Município de Lousã

## População

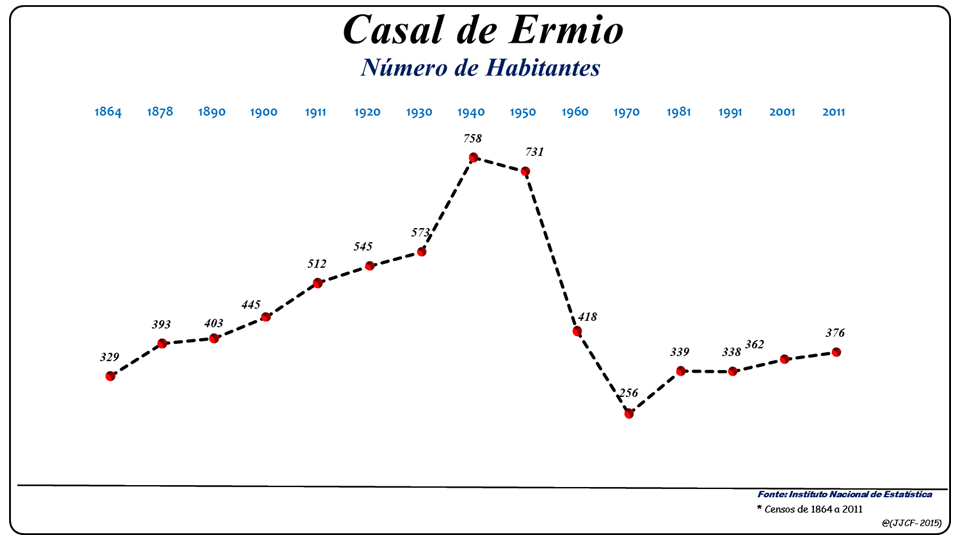
Evolução da População (1864 / 2011)

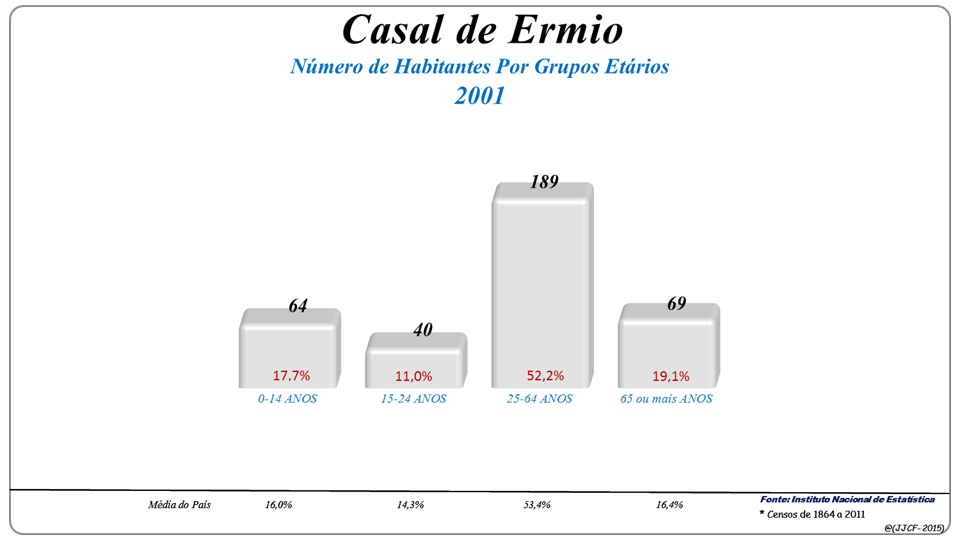
Grupos Etários (2001 e 2011)

| População da freguesia de Casal de Ermio | População da freguesia de Casal de Ermio | População da freguesia de Casal de Ermio | População da freguesia de Casal de Ermio | População da freguesia de Casal de Ermio | População da freguesia de Casal de Ermio | População da freguesia de Casal de Ermio | População da freguesia de Casal de Ermio | População da freguesia de Casal de Ermio | População da freguesia de Casal de Ermio | População da freguesia de Casal de Ermio | População da freguesia de Casal de Ermio | População da freguesia de Casal de Ermio | População da freguesia de Casal de Ermio | População da freguesia de Casal de Ermio |
| ---------------------------------------- | ---------------------------------------- | ---------------------------------------- | ---------------------------------------- | ---------------------------------------- | ---------------------------------------- | ---------------------------------------- | ---------------------------------------- | ---------------------------------------- | ---------------------------------------- | ---------------------------------------- | ---------------------------------------- | ---------------------------------------- | ---------------------------------------- | ---------------------------------------- |
| 1864                                     | 1878                                     | 1890                                     | 1900                                     | 1911                                     | 1920                                     | 1930                                     | 1940                                     | 1950                                     | 1960                                     | 1970                                     | 1981                                     | 1991                                     | 2001                                     | 2011                                     |
| 329                                      | 393                                      | 403                                      | 445                                      | 512                                      | 545                                      | 573                                      | 758                                      | 731                                      | 418                                      | 256                                      | 339                                      | 338                                      | 362                                      | 376                                      |

## Património
- Igreja Matriz de Santo António;
- Capela de Santo Cristo.

## Praias
- Praia Fluvial da Bogueira